# Virginio Cáceres
Virginio Cáceres Villalba (Itacurubí del Rosario, 1962. május 21. – ) paraguayi válogatott labdarúgó. 

## Pályafutása

### Klubcsapatban
1984 és 1990 között a Club Guaraní csapatában játszott és 1984-ben bajnoki címet szerzett. 1990 és 2002 között a Club Olimpia játékosa volt, melynek tagjakként hat bajnoki címet (1993, 1995, 1997, 1998, 1999, 2000) szerzett. A Libertadores-kupát két, a Supercopa Sudamericanát és a Recopa Sudamericanát 1-1 alkalommal nyerte meg csapatával.

### A válogatottban
1985 és 1989 között 45 alkalommal szerepelt a paraguayi válogatottban és 2 gólt szerzett. Részt vett az 1986-os világbajnokságon, de egyetlen mérkőzésen sem kapott lehetőséget. Részt vett az 1987-es és az 1989-es Copa Américán is.

## Sikerei, díjai
Club Guaraní
- Paraguayi bajnok (1): 1984

Club Olimpia
- Paraguayi bajnok (6): 1993, 1995, 1997, 1998, 1999, 2000
- Copa Libertadores (2): 1990, 2002
- Supercopa Sudamericana (1): 1990
- Recopa Sudamericana (1): 1991